# Romulea columnae
Romulea columnae é uma espécie de planta com flor pertencente à família Iridaceae. 
A autoridade científica da espécie é Sebast. & Mauri, tendo sido publicada em Florae Romanae Prodromus exhibens centurias xii Plantarum 18. 1818.

## Portugal
Trata-se de uma espécie presente no território português, nomeadamente os seguintes táxones infraespecíficos:
- Romulea columnae subsp. columnae - presente em Portugal Continental, no Arquipélago dos Açores e no Arquipélago da Madeira. Em termos de naturalidade é nativa das três regiões atrás referidas. Não se encontra protegida por legislação portuguesa ou da Comunidade Europeia.
- Romulea columnae subsp. grandiscapa - presente no Arquipélago da Madeira. Em termos de naturalidade é endémica da região Macaronésia. Não se encontra protegida por legislação portuguesa ou da Comunidade Europeia.